# Panaitōlikos GFS
El Panaitōlikos Gymnastikos Filekpaideutikos Syllogos (grec: Παναιτωλικός Γυμναστικός Φιλεκπαιδευτικός Σύλλογος) és un club esportiu grec de la ciutat d'Agrínion. El club va ser fundat l'any 1926.

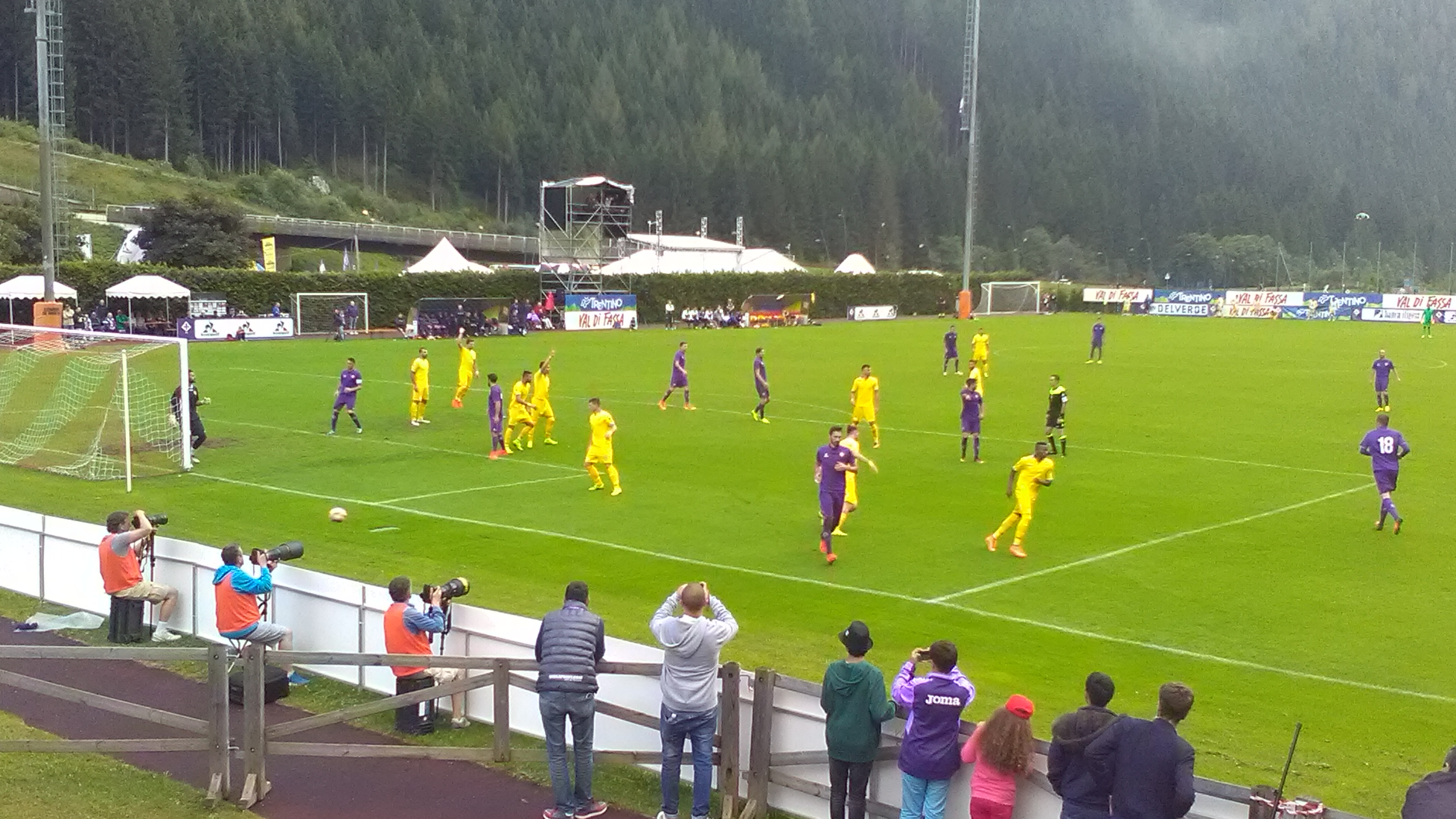
ACF Fiorentina - Panetolikos FC 2016

## Palmarès
- Segona divisió grega:
  - 1975, 2011
- Tercera divisió grega:
  - 1985, 1992, 1996
- Quarta divisió grega:
  - 1989, 2004
- Campionat regional:
  - 1955

## Futbolistes destacats

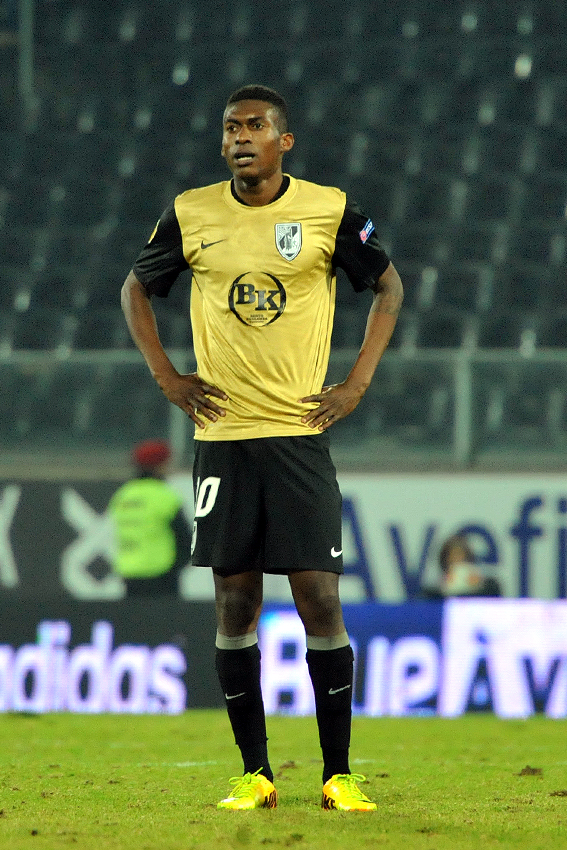
David Addy
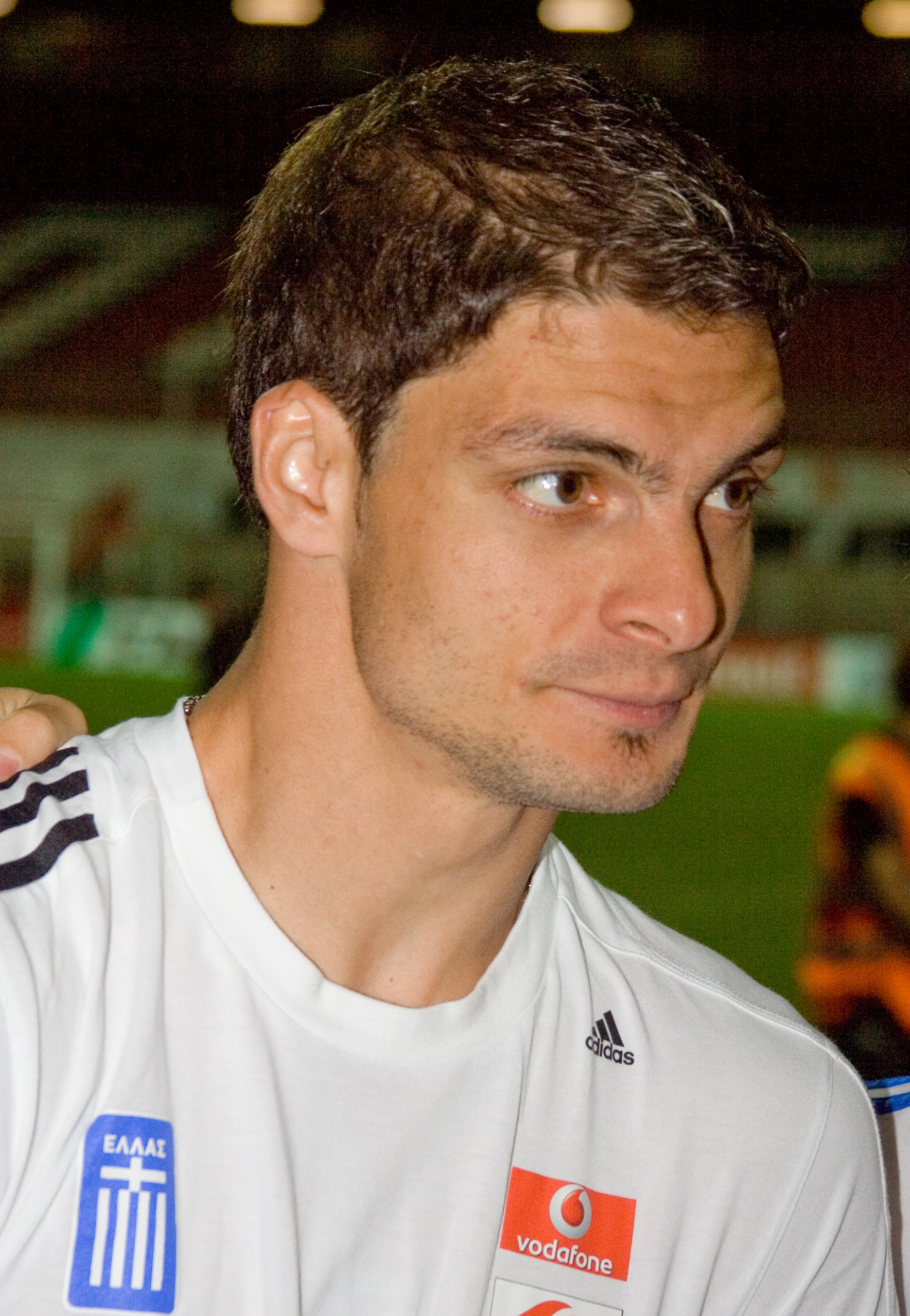
Angelos Charisteas